# Плутающая жужелица
Жужелица плутающая (лат. Carabus intricatus) — вид жесткокрылых насекомых из семейства жужелиц.

## Описание
Представители этого вида достигают в длину 24—36 мм.

## Распространение
Carabus intricatus распространён в таких странах Европы как Албания, Белоруссия, Бельгия, Болгария, Великобритания, Венгрия, Дания, Германия, Греция, Италия, Латвия, Литва, Нидерланды, Польша, Россия, Румыния, Сербия и Черногория, Словакия, Словения, Украина, Франция, Чешская Республика, Швейцария, Швеция.

## Подвиды
- Carabus intricatus intricatus Linnaeus, 1761
- Carabus intricatus krueperi Reitter, 1896